# Maizières (Meurthe-et-Moselle)
Maizières (früher auch Maizières-lès-Toul) ist eine französische Gemeinde mit 917 Einwohnern (Stand 1. Januar 2022) im Département Meurthe-et-Moselle in der Region Grand Est (bis 2015 Lothringen). Sie gehört zum Arrondissement Nancy und zum Gemeindeverband Moselle et Madon.

## Geografie
Die Gemeinde Maizières im Norden der Landschaft Saintois liegt 15 Kilometer südwestlich von Nancy und 15 Kilometer südöstlich von Toul. Das 15,88 km² umfassende, langgezogene Gemeindegebiet erstreckt sich von einem linken Seitental des Mosel-Nebenflusses Madon in Richtung Nordwesten über einen markanten, 120 Meter hohen Steilhang auf die Hochebene Sainte-Barbe. Das Madon-Seitental mit dem Kernort Maizières wird vom Ruisseau de Viterne durchflossen, dem aus Richtung Südwesten fächerförmig die Bäche Ruisseau Le Rouau, Ruisseau de la Prairie und Ruisseau de la Voivre zufließen. Die Umgebung Maizières’ ist von Äckern und Weideland geprägt, über die Hochebene im Nordosten zieht sich das ausgedehnte Waldgebiet Bois Jurá. Auch der im Süden liegende Forêt de la Voivre gehört zum Areal der Gemeinde, sodass sich ein Waldanteil an der gesamten Gemeindefläche von über 50 % ergibt.
Nachbargemeinden von Maizières sind: Sexey-aux-Forges und Pont-Saint-Vincent im Norden, Bainville-sur-Madon im Osten, Xeuilley im Südosten, Thélod im Süden, Marthemont im Südwesten sowie Viterne im Westen.

## Geschichte
1051 erstmals erwähnt, war Maizières ab dem 14. Jahrhundert im Besitz der Bischöfe von Toul. Ihr Schloss wurde bei Kämpfen im 15. und 16. Jahrhundert zerstört. Heute erinnern noch Ruinen an diese Zeit. Noch im 18. Jahrhundert erlaubte das Klima Weinbau an den Hängen nördlich des Dorfes. Heute ist Maizières eine von vielen Pendlern bewohnte Gemeinde, die ihren dörflichen Charakter aber bewahren konnte.
Die Kirche Mariä Himmelfahrt (Église de la Nativité-de-la-Vierge) wurde im 17. Jahrhundert errichtet.
Während des Ersten Weltkriegs war die Gemeinde deutsch besetzt und erhielt 1915 die Bezeichnung „Macheren“, der Bahnhof die Bezeichnung „Macheren (Lothr.)“.

### Bevölkerungsentwicklung
Die Gemeinde Maizières konnte seit 1962 einen beständigen Bevölkerungszuwachs verzeichnen, der auf die Nähe zu den Industrie- und Dienstleistungsgebieten des nahen Ballungsraumes Nancy / Ludres / Neuves-Maisons und die gute Verkehrsanbindung zurückzuführen ist.
| Jahr      | 1962 | 1968 | 1975 | 1982 | 1990 | 1999 | 2006 | 2013 | 2021 |
| Einwohner | 332  | 352  | 416  | 623  | 749  | 799  | 858  | 1001 | 903  |

Im Jahr 2014 wurde mit 1003 Bewohnern die bisher höchste Einwohnerzahl ermittelt. Die Zahlen basieren auf den Daten von cassini.ehess und INSEE.

## Wirtschaft und Infrastruktur
In der Gemeinde sind fünf Landwirtschaftsbetriebe ansässig (Getreideanbau, Zucht von Rindern, Schafen und Ziegen). Im Ort gibt es darüber hinaus kleine Handwerks- und Dienstleistungsbetriebe. Südlich des Kernortes ist das Gewerbegebiet Zone des Roaux ausgewiesen, in dem ein Betrieb ansässig ist, der landwirtschaftliche Produkte verarbeitet.
Maizières ist Grundschul-Standort (Ecole Primaire) auch für die kleineren Nachbargemeinden.
Die Gemeinde Maizières ist über Départementsstraßen mit den Nachbargemeinden verbunden. Südlich des Kernortes besteht Anschluss an die Schnellstraße D 331, die Neufchâteau an der Autoroute A31 (Beaune–Luxemburg) mit Ludres an der Autoroute A330 (Vandœuvre-lès-Nancy-Richardménil) verbindet. Der nächste Bahnhof an der Bahnlinie Nancy–Mirecourt-Dijon, die vom Verkehrsunternehmen TER Grand Est betrieben wird, befindet sich in der drei Kilometer entfernten Nachbargemeinde Bainville-sur-Madon.

## Belege
1. ↑   Eisenbahndirektion Mainz (Hg.): Amtsblatt der Königlich Preußischen und Großherzoglich Hessischen Eisenbahndirektion in Mainz vom 30. Oktober 1915, Nr. 54. Bekanntmachung Nr. 721, S. 350f.
2. ↑  Maizières auf cassini.ehess
3. ↑  Maizières auf INSEE
4. ↑  Landwirtschaftsbetriebe auf annuaire-mairie.fr (französisch)